# Annick Mathey
Annick Mathey () es una botánica, micóloga, liquenóloga, profesora, taxónoma, y exploradora francesa.
Desarrolla actividades académicas y científicas en el Laboratorio de Liquenología, Instituto de Ecología, Universidad Pierre y Marie Curie; y, luego en el Instituto de Química de Sustancias Naturales CNRS, Gif-sur-Yvette Cedex. Posteriormente investigó en el Jardín Botánico y Museo Botánico, Berlín.
En 1969, defendió la tesis "Contribución al estudio de género Siphula (liquen) en África, presentada a la Facultad de Ciencias de la Universidad de Rennes para el grado de doctor en Biología vegetal.

## Algunas publicaciones
- annick Mathey, peter Spiteller, Wolfgang Steglich. 2002. Draculone, a New Anthraquinone Pigment from the Tropical Lichen Melanotheca cruenta. Naturforsch. 57c, 565Ð567

- ------------------. 1987. De in situ lichenum investigatione de l'analyse in situ des lichens. Tesis, 2 v. de Doctorat d’Etat de Sciences Naturelles, Universite Pierre et Marie Curie, Paris

- ------------------, luc van Vaeck, wolfgang Steglich. 1987. Investigation of semi-thin cryosections of lichens by laser microprobe mass spectrometry. Analytica Chimica Acta 195: 89–96 resumen

- ------------------. 1981. LAMMA: New perspectives for lichenology? Fresenius' Zeitschrift für analytische Chemie 308 (3): 249-252

- ------------------, d. Hoder. 1980. Color cathodoluminescence (CCL) applied to the study of the distribution of lichen products. Scanning Electron Microscopy, SEM Inc. AMF O’Hara, IL 60666, USA, 555Ð562.

- ------------------. 1979. Contribution a` l’etude de la famille des Trypetheliacees (lichens pyrenomycetes). Nova Hedwigia 31, 917Ð935.

- ------------------. 1971. Contribution à l'étude du genre Siphula (Lichens) en Afrique. Ed. J. Cramer, 83 p. reimpreso en Nova Hedwigia 22 (3/4): 795-878 , il.

- gerald b. Ahmann, annick Mathey,. 1967. Lecanoric Acid and Some Constituents of Parmelia tinctorum and Pseudevernia intensa. The Bryologist 70 (1): 93-97 resumen

## Honores

### Membresías
- de la Société Botanique de France[6]

- de la Socété phycologique de France[7]

- La abreviatura «Mathey» se emplea para indicar a Annick Mathey como autoridad en la descripción y clasificación científica de los vegetales.[8]

.@nicolasmadurochupalo